# Galassia cometa
La galassia cometa è una galassia a spirale nell'ammasso di galassie Abell 2667, distante 3,2 miliardi di anni luce, con una massa appena superiore a quella della nostra galassia. È stata scoperta il 2 marzo 2007 dal telescopio spaziale Hubble.

## Struttura
Si tratta di una galassia a spirale particolare, situata a 3,2 miliardi di anni luce dalla Terra, che presenta una estesa scia di brillanti grumi blu e diffusi ciuffi di giovani stelle. Sta transitando all'elevata velocità di 3,5 milioni di km/ora attraverso l'ammasso di galassie Abell 2667 che, grazie alla forza del proprio campo gravitazionale e alla forte pressione del gas caldo e denso, le fa raggiungere una temperatura che si aggira fra i 10-100 milioni di gradi. 
Il fenomeno, che è stato osservato per la prima volta, dà vita a una specie di coda, lunga 600.000 anni luce, che le da l'aspetto di una cometa.

## Evoluzione futura
Secondo Jean-Paul Kneib del Laboratoire d'Astrophysique de Marseille, la galassia in questione ha una scia estesa di noduli blu brillanti e ciuffi di stelle giovani che sono state strappate via dalle forze di marea ed ora si trovano a vagare sradicate dalla galassia madre e questo porterà la stessa verso un precoce invecchiamento; perderà la maggior parte del gas e delle polveri necessari per la formazione di nuove generazioni di stelle, diventando quindi povera di gas, ma ricca di vecchie stelle rosse; il corso di questi eventi viene stimato che durerà circa un miliardo di anni e noi ora stiamo osservando ciò che si riferisce a circa 200 milioni di anni dall'inizio del processo.